# Lactobacillus ruminis
Lactobacillus ruminis è una specie di batterio appartenente alla famiglia delle Lactobacillaceae.